# Leverett Saltonstall
Leverett Saltonstall, född 1 september 1892 i Middlesex County, Massachusetts, död 17 juni 1979 i Dover, Massachusetts, var en amerikansk republikansk politiker. Han var guvernör i delstaten Massachusetts 1939-1945 och republikansk whip (inpiskare) i USA:s senat 1951-1957.
Saltonstall gifte sig 1916 med Alice Wesselhoeft (1893-1981). Paret fick sex barn. Sonen Peter Brooks Saltonstall stupade 1944 i andra världskriget.
Han var den tionde generationen Saltonstall att studera vid Harvard University. Han avlade 1917 juristexamen vid Harvard Law School.
Under sin tid som guvernör sänkte han skatter och var ordförande för National Governors Association 1943-1944. Han var ledamot av USA:s senat 1945-1967.
Hans grav finns på Harmony Grove Cemetery i Salem, Massachusetts.